# 丽亭酒店
丽亭酒店及度假村（英語：Park Plaza Hotels & Resorts；或譯公園廣場酒店）是一個源自美國的跨國連鎖酒店品牌，現時属于丽笙酒店集团旗下品牌。

## 歷史

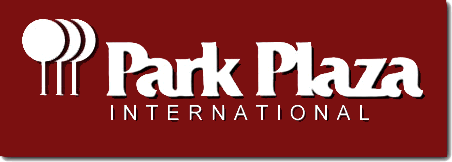
丽亭酒店（公園廣場酒店國際）舊標誌

丽亭酒店（英語：Park Plaza Hotels & Resorts）於1986年，由喬納森·李德（英語：Jonathan R. Read）創立，總部位於亞利桑那州斯科茨代爾。公司及品牌，在1990年代，名為或（暫譯：公園廣場酒店國際、下同）。
1994年，公園廣場酒店國際將品牌特許經營（英語：franchise）給予另一間公司，使該公司能在歐洲比荷盧三國，以及在英國及以色列，共五個國家，特許經營公園廣場酒店（丽亭酒店）。2000年，協議擴大至歐洲及中東地區。該公司，是倫敦交易所上市公司PPHE酒店集團的前身；PPHE本身，則是公園廣場酒店歐洲（英語：Park Plaza Hotels Europe）的英文縮寫。自2007年，PPHE酒店集團是一間上市公司。
1997年，（暫譯：奥林匹斯地產公司、下同）收購公園廣場酒店（丽亭酒店）與丽柏酒店的業務，作為新成立的（暫譯：奥林匹斯酒店集團、下同）的一份子。據華爾街日報報導，一間名為的公司，成為丽亭酒店與丽柏酒店的中間控股公司。
1998年，公園廣場酒店國際，得到奥林匹斯地產的財政支援，取得了澳大利亞上市公司的控股權，達到55%股本。該公司被改名，簡稱。當時該公司經營24間位於亞太區5個國家的的公園廣場酒店（丽亭酒店）。根據報導，的母公司其後改為奥林匹斯酒店集團。
2001年，曾經嘗試收購香港的世紀國際酒店管理（英語：Century Hotels International），但交易最終被取消。2002年，更傳出出現經營困難。
1999年，另一間由李德作為主席的公園廣場酒店全球（英語：Park Plaza Worldwide；暫譯），收購了品牌（名字意思：藝術酒店）的一半擁有權。該品牌其後在美國與歐洲擴展，但同時涉及商業糾紛，一名向"公園廣場酒店全球"提供服務的藝術家，狀告李德與"公園廣場酒店全球"。2007年，PPHE酒店集團收購該品牌。
1999年，"公園廣場酒店全球"亦公佈巴黎Orleans Palace丽亭酒店（巴黎奥尔良宫公園廣場酒店）的開張。同年亦有6間特許經營的丽亭（公園廣場）、丽柏酒店於美國明尼蘇達州及威斯康辛州開張。
2000年，品牌再度易手，奥林匹斯與卡尔森酒店集团成立合營公司，經營兩個品牌。同年另一個法人"公園廣場酒店全球"，授權（英語：license）PPHE酒店集團在歐洲、中東多個國家，使用公園廣場酒店（丽亭酒店）品牌。根據當時新聞稿，"公園廣場酒店全球"持有歐洲、中東及非洲地區、墨西哥、中南美洲、日本、印度、巴基斯坦及部份亞洲地區的丽亭酒店品牌擁有權。但新聞稿沒有交代"公園廣場酒店全球"與以及奥林匹斯，有否股權關係。而根據PPHE的自我介紹，PPHE現在是從丽笙酒店集团得到授權。
2000年，（暫譯：公園廣場酒店國際有限公司）購得RockResorts品牌，但在一年後易手。
2003年，雖然卡尔森酒店集团向奥林匹斯購入合營公司的剩餘股權，以及向Park Plaza Kemayan購得亞太區的丽亭酒店品牌使用權，但丽亭酒店品牌使用權仍然分屬卡尔森酒店集团以及PPHE酒店集團至今（2019年）。
2002年，瑞德酒店集团亦成為姊妹品牌丽柏酒店在歐洲、中東及非洲地區的特許經營商，使卡尔森酒店集团完全沒有在該地區直接經營兩個品牌。自2010年，瑞德酒店集团成為卡尔森酒店集团的子公司。
2016年，品牌跟隨母公司卡尔森瑞德酒店集团，納入海航集團旗下。2018年，丽笙酒店集团（卡尔森瑞德酒店集团自2018年的名稱）改為由錦江國際為首的財團擁有。

### 中國
雖然意譯應為公園廣場酒店及渡假村，卡尔森酒店集团（其後名為丽笙酒店集团）統一使用中文"丽"字為品牌起名，丽亭酒店因而得名，本身没有既定含义，而英文，根據該公司，亦沒有既定含义。雖然，著名的丽晶酒店品牌，於2010年被出售。在亚洲和大洋洲區，丽亭酒店品牌由丽笙酒店集团的子公司帕英国际环球酒店集团（英語：PPK Holding, LLC）管理。該公司於2004年申請中文商標「丽亭」，於2008年申請獲得接納為注册商标。
而丽亭酒店在中國，計有北京丽亭华苑酒店（2001年开业）、北京王府井丽亭酒店（北京丽亭酒店；2005年开业）、北京紫金丽亭酒店（2009年开业）等等。
北京王府井丽亭酒店是由富华国际集团擁有，丽笙酒店集团管理。

## 姊妹品牌

### 麗柏酒店
麗柏酒店是丽亭酒店的姊妹品牌。在歐洲是由瑞德酒店集团經營。根據麗柏酒店的宣傳品，品牌同樣在1986年創立。2000年，丽亭酒店與麗柏酒店品牌被卡尔森酒店集团收購（見上文）。2002年，作為續簽特許經營協議，卡尔森酒店集团授予瑞德酒店集团在歐洲、中東及非洲地區的特許經營權。而瑞德酒店集团自2010年，亦成為卡尔森酒店集团的子公司。
麗柏酒店的中文品牌，與其他姊妹品牌一樣，本身本身没有既定含义，只是跟隨同系品牌以「丽」字起首，例如丽笙酒店、丽亭酒店和已出售的麗晶酒店。
2018年，卡尔森瑞德酒店集团（自2018年改名丽笙酒店集团）公佈中國第一間丽柏酒店：贵州省小七孔丽柏酒店。

## 註腳
1. ↑  丽亭酒店、丽柏酒店原本是一家獨立酒店集團，但自1997年後，兩個品牌經歷數次易手，但兩個品牌的歐洲、中東及非洲（英语：Europe, the Middle East and Africa）地區的特許經營權，分屬PPHE酒店集團，及丽笙酒店集团旗下的瑞德酒店集团擁有，而亞太區則主要由丽笙酒店集团亞太分公司經營。而曾經獨立經營公園廣場酒店品牌的公園廣場酒店國際或後繼機構公園廣場酒店全球，則不再參與經營。
2. ↑  又名
3. ↑  原報導沒有指明是或另外一個法人：
4. ↑  Kemayan是馬來西亞地名，而該公司，雖然總部在澳大利亞悉尼，據報導是一間馬來西亞公司[6]
5. ↑  雖然香港中環麗柏酒店以麗柏為名，但不屬於卡尔森酒店集团旗下的麗柏連鎖酒店品牌；中環麗柏酒店在2011年之前，屬於麗悅酒店集團（帝豪酒店集團）。

## 連結
- 官方网站